# Конкакафов шампионат 1967.
Конкакафов шампионат 1967. (шп. CONCACAF Campeonato de Naciones енгл. NORCECA) било је треће издање првенства КОНКАКАФ, фудбалског првенства Северне Америке, Централне Америке и Кариба (КОНКАКАФ), одржано је у Тегусигалпи, Хондурас од 5. до 19. марта 1967. године.
Мексико се аутоматски квалификовао као бранилац титуле, док је Хондурас то учинио као нација домаћин. Гватемала је освојила титулу након што је завршила на првом месту кружног турнира између шест екипа које учествују на финалном турниру. То је једино првенство у КОНКАКАФу које је до сада освојила Гватемала, селектор је био Рубен Аморин. Мексико је завршио као други, под вођством селектора Игнацио „Начо” Трељесом, док је трећи био Хондурас.

## Стадиони
| Тегусигалпа |                                |
| Тегусигалпа | Тегусигалпа                    |
| ----------- | ------------------------------ |
| Тегусигалпа | Стадион Тибурсио Кариас Андино |
| Тегусигалпа | Капацитет: 35.000              |
| Тегусигалпа |                                |

## Финални турнир

### Коначан пласман
| Pos | Тим               | О | П | Н | И | ГД | ГП | ГР | Бод. |
| --- | ----------------- | - | - | - | - | -- | -- | -- | ---- |
| 1   | Гватемала         | 5 | 4 | 1 | 0 | 7  | 1  | +6 | 9    |
| 2   | Мексико           | 5 | 4 | 0 | 1 | 10 | 1  | +9 | 8    |
| 3   | Хондурас          | 5 | 2 | 2 | 1 | 4  | 2  | +2 | 6    |
| 4   | Тринидад и Тобаго | 5 | 2 | 0 | 3 | 6  | 10 | −4 | 4    |
| 5   | Хаити             | 5 | 1 | 0 | 4 | 5  | 9  | −4 | 2    |
| 6   | Никарагва         | 5 | 0 | 1 | 4 | 3  | 12 | −9 | 1    |

### Утакмице
| Хондурас | 1:0 | Тринидад и Тобаго |
| -------- | --- | ----------------- |
|          |     |                   |

| Гватемала                   | 2:1 | Хаити |
| --------------------------- | --- | ----- |
| Уго Пења · Мануел Рекинос · |     |       |

| Мексико                                               | 4:0 | Никарагва |
| ----------------------------------------------------- | --- | --------- |
| Раул Арељано Гаљо 36’, 53’, 85’ · Мануел Лапуенте 43’ |     |           |

| Тринидад и Тобаго                     | 3:2 | Хаити                              |
| ------------------------------------- | --- | ---------------------------------- |
| Алвин Корнеал 17’ 52’ · Гери Браун 4’ |     | Гај Сент Вил 33’ (пен.) · Пјер 56’ |

| Хондурас | 1:1 | Никарагва |
| -------- | --- | --------- |
|          |     |           |

| Хаити | 2:1 | Никарагва |
| ----- | --- | --------- |
|       |     |           |

| Гватемала          | 1:0 | Мексико |
| ------------------ | --- | ------- |
| Мануел Рекинос 83’ |     |         |

| Мексико                                                               | 4:0 | Тринидад и Тобаго |
| --------------------------------------------------------------------- | --- | ----------------- |
| Луис Естрада 22’, 63’ · Мануел Серда Канела 40’ · Фернандо Бустос 83’ |     |                   |

| Гватемала | 0:0 | Хондурас |
| --------- | --- | -------- |
|           |     |          |

| Гватемала                        | 2:0 | Тринидад и Тобаго |
| -------------------------------- | --- | ----------------- |
| Мануел Рекинос · Гвајо де Леон · |     |                   |

| Мексико          | 1:0 | Хаити |
| ---------------- | --- | ----- |
| Луис Естрада 39’ |     |       |

| Тринидад и Тобаго                       | 3:1 | Никарагва     |
| --------------------------------------- | --- | ------------- |
| Гери Брауни 30’ · Келвин Бераса 40’ 41’ |     | Мануел Квадра |

| Хондурас    | 2:0 | Хаити |
| ----------- | --- | ----- |
| Енрике Греј |     |       |

| Гватемала                           | 2:0 | Никарагва |
| ----------------------------------- | --- | --------- |
| Уго Пења 30’ · Мануел Рекинос 33’ · |     |           |

| Мексико         | 1:0 | Хондурас |
| --------------- | --- | -------- |
| Хесус Прадо 34’ |     |          |

### Достигнућа
| Најбољи играч | Победник КОНКАКАФ шампионата 1967. Гватемала 1° титула | Најбољи стрелац Ернесто Сиснерос (4. гола) |